# NGC 6445
NGC 6445 est une nébuleuse planétaire située dans la constellation du Sagittaire. NGC 6445 a été découverte par l'astronome germano-britannique William Herschel en 1786. Cette nébuleuse est aussi connue sous les noms de Nébuleuse de la Petite pierre précieuse et de la Nébuleuse de la Boîte.

## Observation
NGC 6445 est à 2,1° au sud-ouest de M23 juste à 23 minutes d'arc au nord-est de l'amas globulaire NGC 6440. On peut voir NGC 6445 et l'amas globulaire dans un oculaire à large champ. À faible grossissement, la nébuleuse ressemble à une étoile floue alors que grossissement plus fort peut révéler sa forme rectangulaire,.

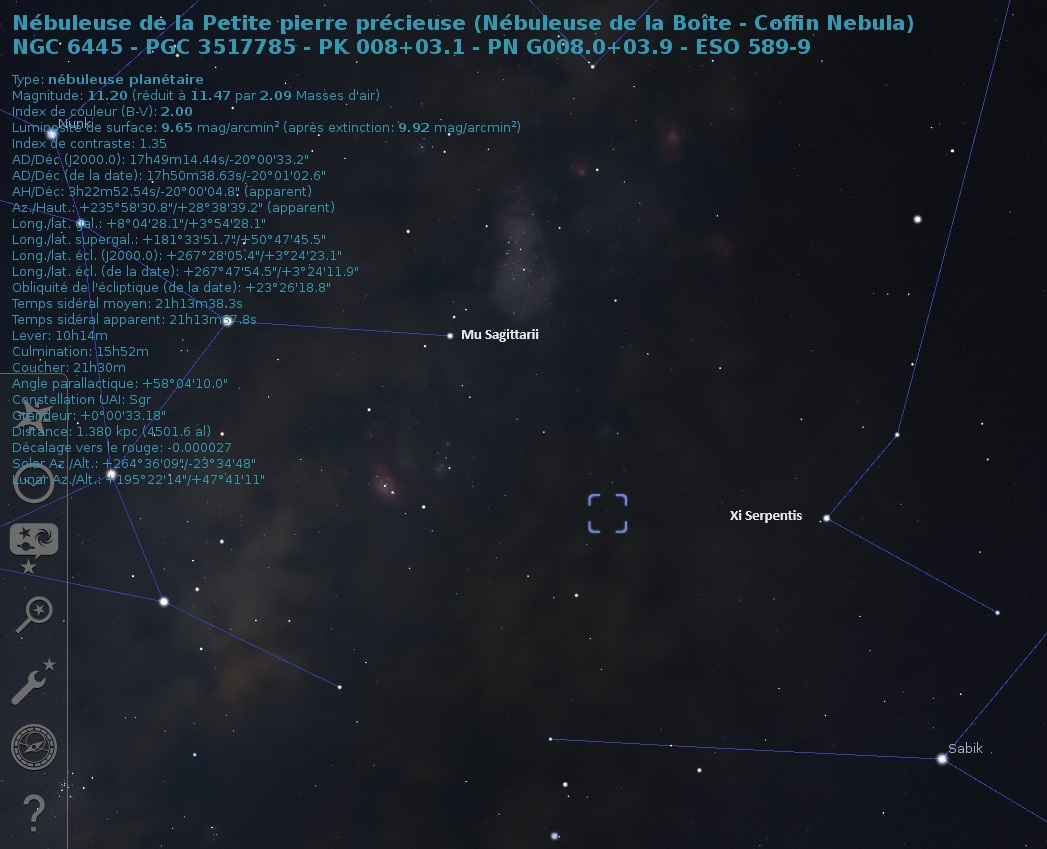
Emplacemente de NGC 6445 dans la constellation du Sagittaire. (Stellarium)

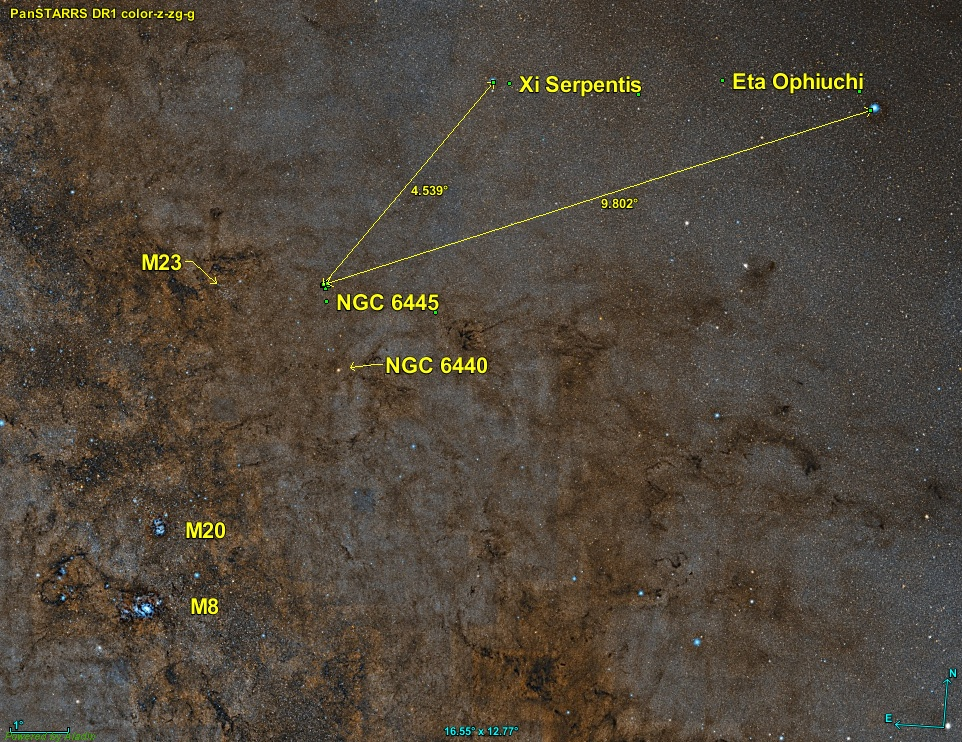
Position de NGC 6445 par rapport à divers objets.

Il y a peu d'étoiles brillantes près de cette nébuleuse. Xi Serpentis de magnitude 3,54 et Eta Ophiuchi de magnitude 2,43 sont respectivement à 4,5 et 9,8 degrés au nord-ouest de NGC 6445.

## Caractéristiques

### Distance, taille et vitesse
Le logiciel en ligne Aladin Lite permet de consulter les données astronomiques de plusieurs catalogues, dont le « GAIA EARLY DATA RELEASE 3 (GAIA EDR3) ». Selon Gaia EDR3, la parallaxe de NGC 6445 est égale à 0,617 4 ± 0,238 2 mas, ce qui correspond à une distance de 1620 +1017
−451 pc.
Sa taille apparente est de 1,8′. Si on utilise cette distance, un calcul rapide montre que son envergure est d'environ 2,77 +0,77
−1,74 al.
NGC 6445 est une nébuleuse planétaire bipolaire,. En raison de son abondance en He/H et en N/O, elle répond à la définition de type I. 
Les images en lumière visible à grand champ capté par l'instrument ALFOSC (Andalucía Faint Object Spectrograph and Camera) du télescope optique nordique de l'observatoire du Roque de los Muchachos montrent que la taille de la région centrale irrégulière est d'environ 40" × 50". Les émissions de l'oxygène doublement ionisé (O III) dominent la région centrale, tandis que les émissions de l'azote ionisé (N II) sont beaucoup plus étendues et elles définissent une morphologie globalement bipolaire. Les lobes bipolaires sont en direction est-ouest (EO) faisant un angle d'environ 80° et ils s'étendent à quelque 1,6' du centre. De nombreuses structures filamenteuses sont aussi présente dans la nébuleuse, ce qui suggère une mophologie plus complexe de NGC 6445. La largeur des lobes aux deux extrémités atteint 1,8'. Considérant cette envergure, la nébuleuse mesure environ 4 années-lumière dans sa plus grande dimension et elle est parmi les plus grandes connues. Dans les images captées en lumière d'hydrogène ionisé (H2), on constate que NGC 6445 montre un pâle halo avec des caractéristiques filamentaires qui s'étendent le long de la direction nord-sud (NS) bien au-delà de la région centrale. Ces filaments sont situés entre 1,3' et 1,6' du centre. Les filaments au sud sont plus étendus le long de la direction EO et il existe également des rayons d'émission provenant de la région centrale.

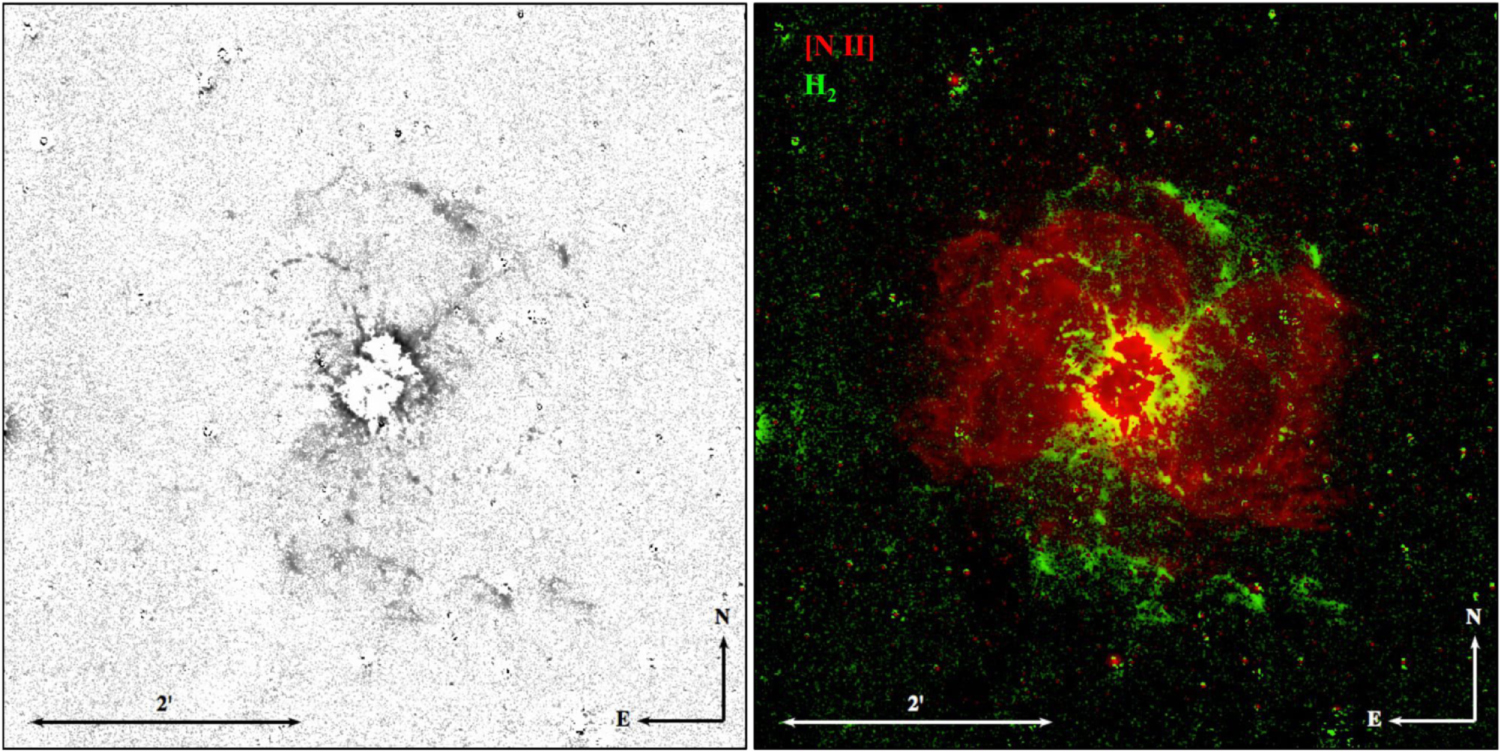
Structures du halo de NGC 6445. À gauche, l'image résiduelle en lumière H2. À droite, image composite des émissions N II (en rouge) et des émissions H2 (en vert)

Une comparaison détaillée de l'image H2 avec les images captées par l'instrument IRAC (InfraRed Array Camera) du télescope spatial Spitzer ainsi que de celles de la caméra infrarouge (NOTCam) du Télescope optique nordique montre que dans la direction NS, l'émission H2 forme la limite extérieure d'une vaste région où l'émission de 8,0 μm domine, tandis que l'émission N II est plus étendue le long de la direction EO, ce qui est consistant avec la morphologie bipolaire. Le long de la direction NS, l'émission H2 est légèrement plus éloignée que l'émission N II. Cela renforce l'hypothèse que les émissions optiques sont significativement affectées par rayonnement UV et qu'il n'est peut-être pas à l'image de la distritution intrinsèque de la matière de la nébuleuse. L'image N II trace principalement les lobes bipolaires, alors que celle H2 révèle le gaz éclairé par les limbes le long de la direction équatoriale.
Les émissions H2 des filaments au nord et au sud pourraient constituer les limites extérieures d'un tore vu par la tranche. Ce tore aurait été éjecté lors de la phase AGB lorsque l'étoile progéniteur était une géante rouge. Ce tore serait maintenant perturbé par le vent stellaire qui s'est par la suite développé. La région sud du tore semble beaucoup plus perturbée que son homologue au nord. Dans les lobes bipolaires EO, il semble y avoir deux arcs dans l'émission H2, comme le montre l'image résiduelle, un arc au nord-est et un autre au sud-ouest, tous deux à environ 1,0' du centre. L'arc SW semble être perturbé, mais il correspond à la position d'un arc géant dans les émissions N II. Les deux arcs H2 pourraient aussi définir un autre paire de lobes bipolaires, suggérant que ces lobes plus petits ont été formés plus récemment.